# Derek Taylor
Derek Taylor (7. května 1932 Wirral – 7. září 1997 Sudbury) byl anglický hudební publicista. Byl tiskovým mluvčím skupiny The Beatles a měl přezdívku „pátý Beatle“.
Přispíval do listů Liverpool Echo, News Chronicle a Daily Express. V roce 1964 ho Brian Epstein najal jako ghostwritera své knihy A Cellarful of Noise. Pak Taylor odešel do USA, kde propagoval skupiny The Beach Boys a The Byrds, stál také u začátku kariéry Harryho Nilssona. Byl organizátorem Monterey Pop Festivalu v červnu 1967. V letech 1968 až 1970 vedl oddělení public relations ve společnosti Apple Corps.
Po rozpadu Beatles pracoval pro Warner Music Group a HandMade Films. Podílel se na dokumentárním projektu Antologie Beatles a byl spoluautorem autobiografie George Harrisona I, Me, Mine. V roce 1983 vydal knihu vzpomínek Fifty Years Adrift.
John Lennon ho zmínil v textu písně Give Peace a Chance.